# Castelo de Loppem
O Castelo de Loppem está situado na cidade de Loppem, na municipalidade de Zedelgem, Bélgica.
Foi construído entre 1859 e 1862 para o barão Charles van Caloen. Projetado por E. W. Pugin e por Jean-Baptiste de Bethune, o castelo é considerado a obra prima do revivalismo gótico civil. Atualmente, é propriedade de Stichting Jean van Caloen, mas está aberto ao público.

## Galeria

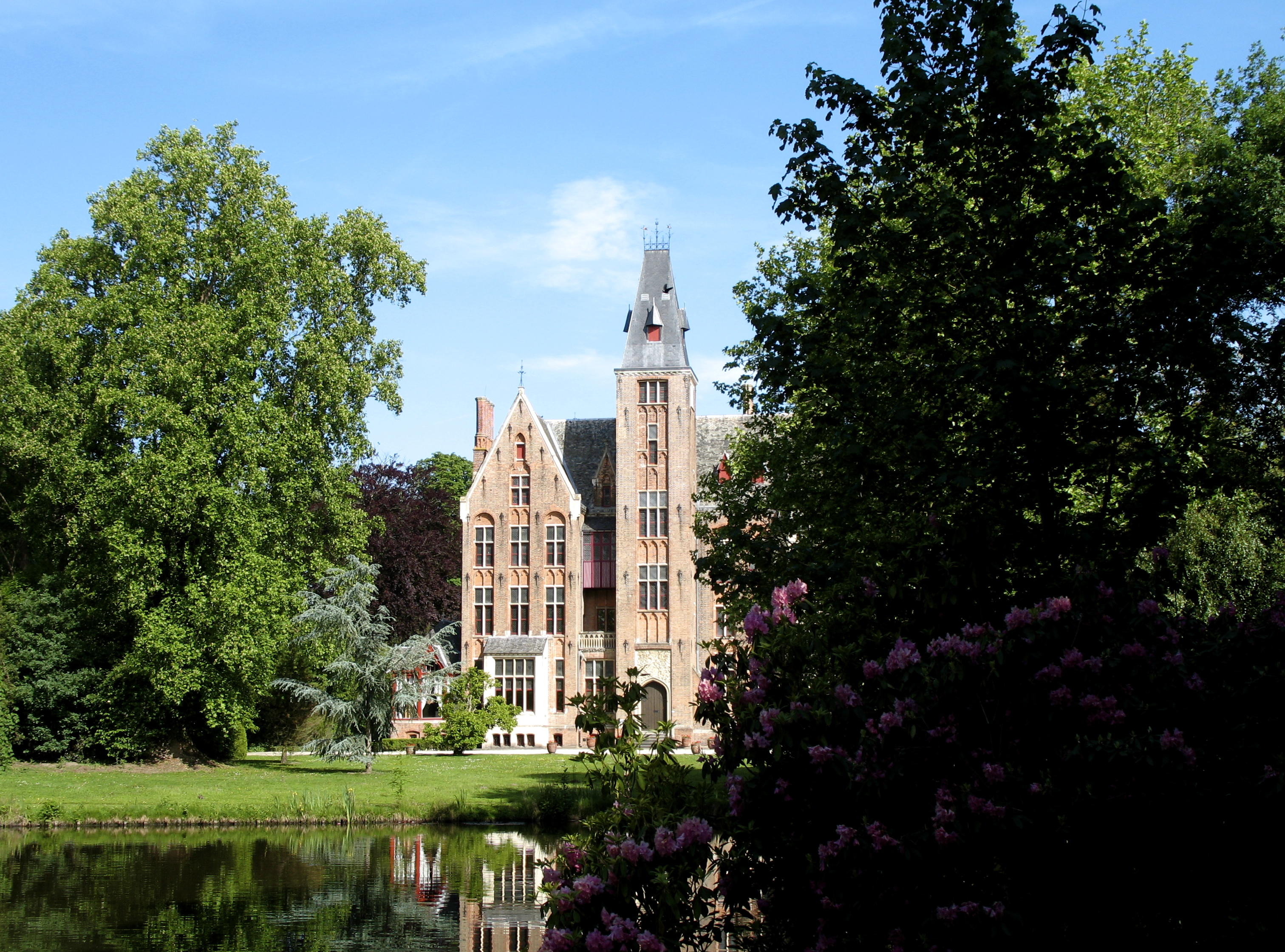
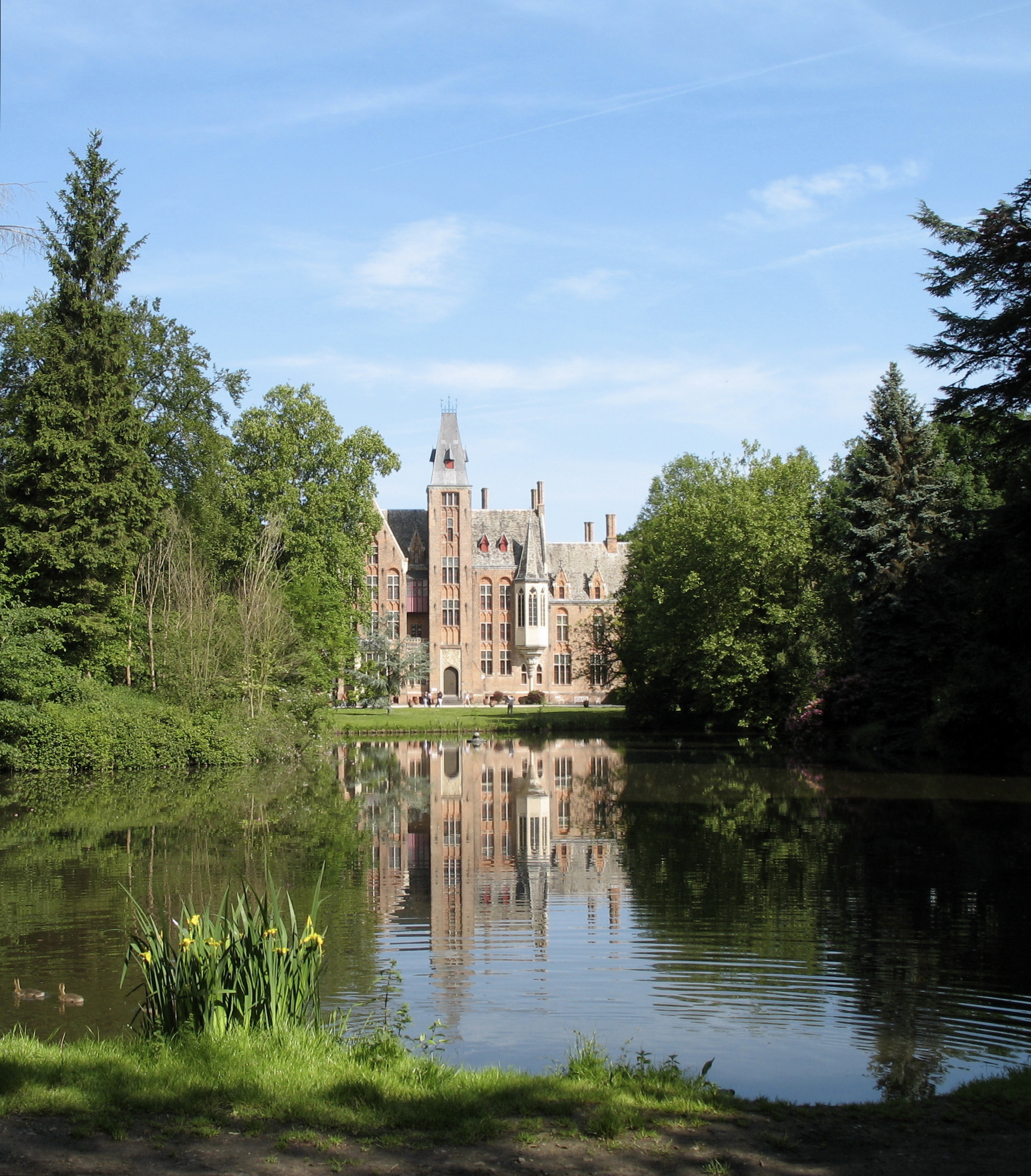